# ملكة جمال الولايات المتحدة الأمريكية 1997
ملكة جمال الولايات المتحدة الأمريكية 1997 (بالإنجليزية: Miss USA 1997)‏ هي مسابقة ملكة جمال الولايات المتحدة الأمريكية السادسة والأربعين في تاريخ مسابقة ملكة جمال الولايات المتحدة الأمريكية، منذ انطلاقتها عام 1952، عقدت المسابقة التمهيدية في 2 فبراير 1997 والمنافسة النهائية في 5 فبراير 1997. تم بث الحدث الذي أقيم في مدرج هيرش التذكاري على الهواء مباشرة على شبكة سي بي إس.
في ختام المسابقة النهائية ، توج بروك ماهيلاني لي من هاواي من قبل حاملة اللقب السابقة آلي لاندري من لويزيانا ، لتصبح رابع متنافسة من هاواي تفوز بمسابقة ملكة جمال الولايات المتحدة الأمريكية. بعد ثلاثة أشهر ، فازت بروك لي بمسابقة ملكة جمال الكون 1997 في ميامي بيتش، فلوريدا، فيما حلت في مركز الوصيفة الأول براندي شيروود من ولاية أيداهو لقب ملكة جمال الولايات المتحدة الأمريكية.

## النتائج

### المراكز النهائية
| النتائج النهائية                          | اسم المتنافسة                                                                                              |
| ----------------------------------------- | --- |
| ملكة جمال الولايات المتحدة الأمريكية 1997 | - هاواي - بروك لي ∞                                                                                        |

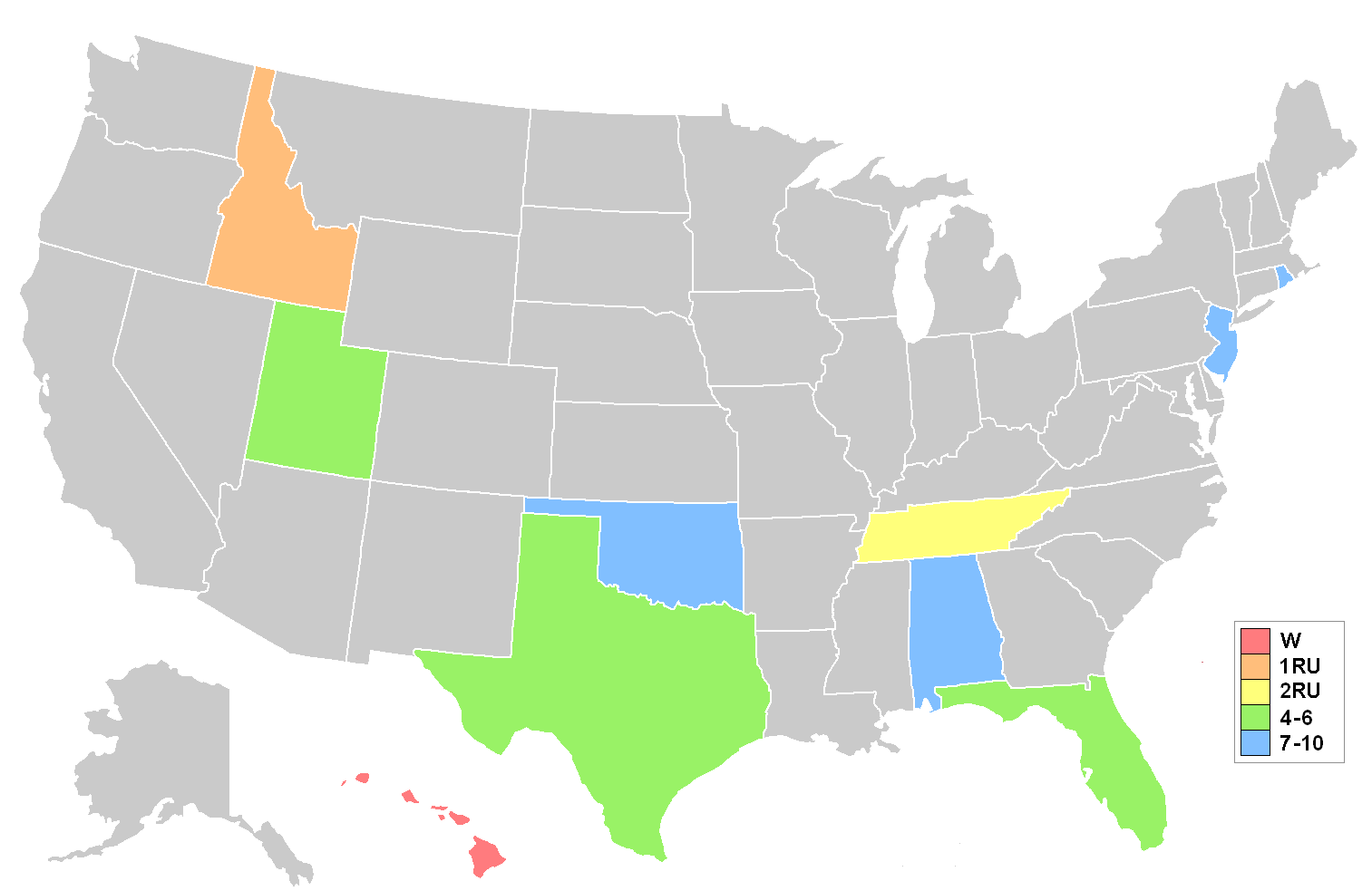
خريطة توضح المواضع حسب الولاية

| الوصيفة الأولى                            | - أيداهو - براندي شيروود ∞                                                                                 |
| الوصيفة الثانية                           | - تينيسي - توانا ستون                                                                                      |
| أفضل 6                                    | - فلوريدا - أنجيليا سافاج - تكساس - أماندا ليتل - يوتا - تامبل تاغارت                                      |
| أفضل 10                                   | - رود آيلاند - كلوديا جوردان - ألاباما - اتمون سميث - نيو جيرسي - جنيفر ماكريس - أوكلاهوما - تريشا ستيلويل |

### جوائز خاصة
| جائزة                   | متنافسة                          |
| ----------------------- | -------------------------------- |
| ملكة جمال اللطافة       | - مقاطعة كولومبيا - نابيري غروفز |
| ملكة جمال الجاذبية      | - فرجينيا - أودرا ويلكس          |
| الأفضل في ملابس السباحة | - فلوريدا - أنجيليا سافاج        |

## المتسابقات
| - ألاباما - أوتومن سميث - ألاسكا - ريا بافيلا - أريزونا - جيسيكا شهرياري - أركنساس - تمارا هنري - كاليفورنيا - أليسا كيمبل - كولورادو - داميان مونيوز - كونيتيكت - كريستين بافون - ديلاوير - باتريشيا غواني - مقاطعة كولومبيا - نابيرا غروفز - فلوريدا - أنجيليا سافاج - جورجيا - دينيشا ريد - هاواي - بروك لي - أيداهو - براندي شيروود - إلينوي - جينيفر سيليناس - إنديانا - تريشيا نوسكو - آيوا - شون ماري بروغان - كانساس - كاثرين تايلور - كنتاكي - راشيل هوسكينز - لويزيانا - نيكول فيولا - مين - ستيفاني ورسيستر - ماريلند - آن كوالي - ماساتشوستس - جينيفر تشابمان - ميشيغان - جينيفر ريد - مينيسوتا - ميليسا هال - مسيسيبي - أرلين ماكدونالد - ميزوري - أماندا جان | - مونتانا - كريستين ديدير - نبراسكا - كيم وير - نيفادا - نينيا بيرنا - نيوهامبشير - غريتشين دورجين - نيوجيرسي - جينيفر ماكريس - نيومكسيكو - تانيا هاريس - نيويورك - رامونا رويتر - كارولاينا الشمالية - كريستال ماكلورين كوني - داكوتا الشمالية - لوري ماري جاب - أوهايو - ميشيل موسر - أوكلاهوما - تريشا ستيلويل - أوريغون - هيذر ويليامز - بنسيلفانيا - كارا بيرنوسكي - رود آيلاند - كلوديا جوردان - كارولاينا الجنوبية - كيسي ميزيل - داكوتا الجنوبية - جيمي سوينسون - تينيسي - توانا ستون - تكساس - أماندا ليتل - يوتا - تمبل تاغارت - فيرمونت - ليزا كونستانتينو - فرجينيا - أودرا ويلكس - واشنطن - سارة نيكول ويليامز - فيرجينيا الغربية - ناتالي بيفينز - ويسكونسن - تارا ماري جونسون - وايومنغ - ستايسي دون سينديز |

## روابط خارجية
- موقع ملكة جمال الولايات المتحدة الأمريكية الرسمي